# Eurythmics
Eurythmics — британський музичний дует, заснований 1980 року у Лондоні. Учасниками дуету є Енні Леннокс і Дейв Стюарт. Дует працює головним чином в напрямку синті-поп. Першим успішним хітом гурту стала пісня Sweet Dreams (Are Made of This) у 1983 році. Пізніше значний успіх мали також «Love Is a Stranger», «Who's That Girl?», «Here Comes the Rain Again» i «There Must Be an Angel».
Група здобула ряд премій Brit Awards, а 1987 також премію «Греммі» у номінації «найкраще рокове виконання дуетом або гуртом» за пісню «Missionary Man». Альбом Touch потрапив до Списку 500 найкращих альбомів усіх часів за версією журналу Rolling Stone під останнім, 500-м номером. 4 листопада 2005 року дует брав участь у скандально відомому телешоу італійського співака Адріано Челентано «Рок-політика».
Трек "Sweet dreams" визнано найуспішнішим за всі роки існування групи

## Студійні альбоми
| - 1981: In the Garden - 1983: Sweet Dreams (Are Made of This) - 1983: Touch - 1984: Touch Dance - 1984: 1984 (For the Love of Big Brother) - 1985: Be Yourself Tonight - 1986: Revenge | - 1987: Savage - 1989: We Too Are One - 1991: Greatest Hits - 1993: Live 1983-1989 - 1999: Peace - 2005: Ultimate Collection |